# Cursorius somalensis
Il corrione di Somalia (Cursorius somalensis, Shelley, 1885) è un uccello della famiglia Glareolidae, diffuso in Africa nord-orientale. 

## Distribuzione e habitat
Il corrione di Somalia è diffuso nel Corno d'Africa e nel nord del Kenya; in particolare esso si ritrova in quasi tutta la Somalia ad eccezione della zona nei pressi di Bai, nella parte orientale dell'Etiopia, nel Kenya centrosettentrionale, oltre che nel Gibuti e occasionalmente in sud Eritre.
Questa specie predilige le zone aperte, cespugliose e aride.

## Tassonomia
Sono note le seguenti sottospecie:
- Cursorius somalensis somalensis Shelley, 1855 - sottospecie nominante, diffusa in Etiopia orientale, Somalia settentrionale ed Eritre;
- Cursorius somalensis littoralis Erlanger, 1905 - sottospecie diffusa nell'estremo sud-est dell Sud Sudan e dal nord del Kenya al sud della Somalia.

Precedentemente questa specie era considerata una sottospecie del corrione biondo ed era nota con il nome Cursorius cursor somalensis.